# Daniel Caligiuri
Daniel Caligiuri é um futebolista ítalo-alemão que atua como meia ou lateral-direito. Atualmente está sem clube.

## Carreira
Nascido na Alemanha com pai italiano e de mãe alemã, Caligiuri começou sua carreira no SC Freiburg. Caligiuri fez sua estreia na Bundesliga pelo Freiburg em 7 de novembro de 2009, inciando como titular na partida contra o VfL Bochum. Se transferiu para o VfL Wolfsburg em 2013 após uma boa temporada pelo Freiburg. Em 19 de março de 2015, Caligiuri marcou no jogo de volta das oitavas-de-final da UEFA Europa League contra o Inter de Milão.
Em 2015, ajudou o Wolfsburg a conquistar a Copa da Alemanha na vitória por 3 a 1 contra o Borussia Dortmund, no Estádio Olímpico de Berlim.
Em 25 de janeiro de 2017, foi anunciado como contratação do Schalke 04 em um acordo de 3 anos e meio. 

## Seleção Italiana
Caligiuri é elegível pela FIFA para representar ambas as seleções da Alemanha (por ser nascido no país e por ter mãe alemã), e da Itália (por ter pai italiano). Em maio de 2015, Caligiuri expressou o desejo de defender a seleção do país de seu pai, quando declarou: "Eu sempre disse que jogaria pela seçeão que me convocasse primeiro. E eu tenho grandes esperanças em ser parte do elenco da Itália."
Em 30 de maio de 2015, foi anunciado que o treinador Antonio Conte convocou Caligiuri junto com o colega estreante Nicola Sansone na convocação preliminar para a partida qualificatória para a Eurocopa de 2016 contra a seleção croata. Contudo, após a convocação definitiva, não fora chamado.

## Títulos
Freiburg
- Bundesliga sub-19: 2005–06
- Copa da Alemanha sub-19: 2005–06

Wolfsburg
- Copa da Alemanha: 2014–15
- Supercopa Alemã: 2015